# Louis-Alexandre-Eugène de Lur-Saluces
Pour les articles homonymes, voir Lur-Saluces.
Louis-Alexandre-Eugène de Lur-Saluces (30 août 1774, Paris - 25 avril 1842, Bordeaux), est un militaire et homme politique français.

## Biographie
Né à Paris, il est le deuxième fils de Claude Henri Hercule Joseph de Lur-Saluces (1733-1794), et de son épouse Marie Adélaïde Félicité de Maulde (1742-1790), dame de Madame Sophie. Issu par son père d'une ancienne famille aquitaine, en passe de devenir au XVIIIe siècle une dynastie viticole en France, il est issu par sa mère d'une ancienne lignée du Hainaut, récemment bien implantée à Paris, ainsi que de la famille de Conflans. 
De par sa mère, il est ainsi le neveu d'Emmanuel Gabriel de Maulde. 
Il émigra en 1791 et fit la campagne de 1792 sous les ordres du maréchal de Broglie. Après le licenciement de l'armée des princes, il résida en Angleterre, puis en Espagne où il devint capitaine au régiment de Bourbon-cavalerie, et rentra en France en 1804. 
Ardent royaliste, il déploya le drapeau blanc à l'Hôtel de ville de Bordeaux le 12 mars 1814, et, le lendemain, fit partie du conseil du duc d'Angoulême. 
Commissaire du roi dans la Gironde pendant les Cent-jours, promu, à la seconde Restauration, colonel de cavalerie et chevalier de Saint-Louis, il fut élu, le 13 novembre 1820, député de la Gironde, au grand collège. Il siégea à droite et vota, jusqu'en, 1824, avec les royalistes les plus accentués.

### Sources
- « Louis-Alexandre-Eugène de Lur-Saluces », dans Adolphe Robert et Gaston Cougny, Dictionnaire des parlementaires français, Edgar Bourloton, 1889-1891 [détail de l’édition]